# Pietro Passalacqua
Pietro Passalacqua (Messina, 1690 – Roma, 1748) è stato un architetto italiano tardobarocco la cui fama è legata soprattutto al rinnovamento della Basilica di Santa Croce in Gerusalemme.

## Biografia
Nipote di Filippo Juvara, si trasferì a Roma dove fu allievo di Ludovico Gregorini (1661-1723) assieme al figlio di quest'ultimo Domenico Gregorini. Dopo la morte di Ludovico Gregorini (11 novembre 1723) Pietro Passalacqua rimase a fianco di Domenico che ereditò lo studio e le commesse del padre. I due collaborarono strettamente nel rimanente della loro vita, tanto che è difficile riuscire a distinguere il contributo dell'uno o dell'altro dei due architetti nelle numerose attività alle quali presero parte.
Assieme a Domenico Gregorini, Pietro Passalacqua frequentò il cardinale Ottoboni. Nell'ambiente che gravitava attorno al cardinal Ottoboni Gregorini poté approfondire fra l'altro le proprie conoscenze nei campi della scenografia, del teatro e della festa barocca. Per il cardinale Ottoboni, Pietro Passalacqua svolse anche un'intensa attività di architetto insieme con Domenico Gregorini e Ludovico Rusconi Sassi, quest'ultimo architetto di fiducia del cardinale. Sempre con Gregorini, Passalacqua svolse numerosi altri lavori di sistemazione agli edifici del feudo di Fiano, ai palazzi vescovili di Albano e Velletri, Palazzo Sforza Cesarini a Genzano, numerose opere pubbliche A Roma, eccetera.
I due ricevettero numerosi incarichi anche dal cardinale Aldrovandi, all'epoca governatore di Roma. Per Aldrovandi effettuarono la ricostruzione del Teatro Tordinona (1733) e la "Legnara Clementina", un deposito di legnami non più esistente (1734-35). Nel 1722 fu ammesso alla Congregazione dei Virtuosi al Pantheon con 14 voti favorevoli e 2 contrari. I nomi di Passalacqua e Gregorini restano legati soprattutto al rinnovamento della basilica di Santa Croce in Gerusalemme (1741-44), una chiesa antichissima il cui restauro fu una delle ultime grandi imprese della Roma barocca. Morì nel 1748; la sua eredità fu raccolta in parte dal figlio Melchiorre.